# Eurypon hispidum
Eurypon hispidum är en svampdjursart som beskrevs av Patricia R. Bergquist 1970. Eurypon hispidum ingår i släktet Eurypon och familjen Raspailiidae.
Artens utbredningsområde är havet kring Nya Zeeland. Inga underarter finns listade i Catalogue of Life.